# Marecia Pemberton
Marecia Pemberton (sinh ngày 7 tháng 1 năm 1990) là một vận động viên chạy nước rút Saint Kitts và Nevis đã nghỉ hưu.
Cô đã thi đấu đại học cho các cuộc hội thảo tại bang Florida từ năm 2010 đến 2014. Cá nhân cô đã lọt vào bán kết tại Đại hội Thể thao Khối thịnh vượng chung 2014 và thi đấu tại Đại hội Thể thao Pan American 2015, cả hai trong 100 mét. Cô cũng đã hoàn thành thứ sáu trong cuộc tiếp sức 4 × 100 mét tại Giải vô địch thế giới thiếu niên năm 2008.
Thời gian tốt nhất cá nhân của cô là 11,29 giây trong 100 mét, đạt được vào tháng 5 năm 2010 tại Greensboro; và 23,67 giây trong 200 mét, đạt được vào tháng 4 năm 2011 tại Tallahassee.